# Alteutha depressa
Alteutha depressa är en kräftdjursart som först beskrevs av Baird 1837.  Alteutha depressa ingår i släktet Alteutha och familjen Peltidiidae. Inga underarter finns listade i Catalogue of Life.